# Rila
Rila (bugarski: Рила) najviša je planina na jugozapadu Bugarske. Najviši vrh planine Musala s visinom od 2925 m. 

## Geološke i zemjopisna svojstva planine
Rilska planina se nalazi oko 100 km udaljena od Sofije u jugozapadnoj Bugarskoj. Najviši vrh planine je 2925 m visoka Musala, ostali veći vrhovi su: Dimitrov (2902 m), Malovica (2730 m), Rilec (2715 m) i Belmeken (2627 m). Planina Rila prostire se na površini od 2629 km², od toga se na površini od 81 000 hektara prostire Nacionalni park Rila.
Rilska planina je geološki sastavljena od granitnih i gnajsnih metamorfnih stijena i paleozojskih škriljaca prije 250,000,000 godina. Njen alpski reljef formiran je za pleistocenske glacijacije, tako da Rila ima preko 150 ledenjačkih jezera. Ona leže na visini od 2100 do 2500 m, najviše jezero leži na 2709 m. ispod vrha Musala.
Padine Rile su izvor najvećih bugarskih rijeka: Marice, Iskara, Strume, Meste i Rilske reke. Rilska planina ima bogat šumski pokrov, koji se prostire do nadmorske visine od 2100 m. Doline su plodne i obrađene poljoprivrednim usjevima. Planina je stanište brojnih divljih životinja; medveda, divljih svinja, risova, koza, vukova, jelena, sokola i orlova.
Planina je bogata mineralima i termalnim izvorima, vadi se olovo i cink. Najtopliji termalni izvor od 102°C koristi se za termalno kupalište Sapareva Banja (blizu Ćustendila). 
Na zapadnim obroncima planine nalazi se poznati Rilski manastir iz 10.stoljeća. Rila je popularno turističko odredište, na kojem se nalaze brojni planinarski domovi i hoteli. Na južnim padinama planine nalaze se poznati bugarski skijaški centri Bansko i Razlog.
- Pogled na vrh Goljam Mramorec (2602m) iz Rilskog manastira
- Pogled na Rilsku planinu iz gradića Kostenec
- "Sedam rilskih jezera" na zapadu Rile
- Izvor rijeke Marice
- Rilski manastir
- Staza do Rilskog manastira
- Planinari na usponu na najviši vrh Musala
- Vrh Malovica (2730 m)

## Vanjske poveznice
- Rilski Nacionalni park Rila
- Panoramske fotografije sedam rilskih jezera  Arhivirana inačica izvorne stranice od 23. ožujka 2008. (Wayback Machine)
- Fotografije planine Rila  Arhivirana inačica izvorne stranice od 24. travnja 2016. (Wayback Machine)